# Тупорылая барракуда
Тупорылая барракуда (лат. Sphyraena obtusata) — вид некрупных рыб из семейства барракудовых (Sphyraenidae). Длина тела до 55 см. Обитает в коралловых, песчаных и скалистых рифах на глубине от 5 до 30 м в тропических водах Индийского и Тихого океанов от Красного моря и побережья Восточной Африки до островов Рюкю, Филиппин, Индонезии и Микронезии. Юго-восточная окраина ареала находится в районе острова Лорд-Хау между Австралией и Новой Зеландией. После открытия Суэцкого канала барракуда проникла в Средиземное море.
Этот вид не обладает такой агрессивностью, как большая или красная барракуды. Тупорылые барракуды распространены преимущественно в тёплых морях.